# Pappa Pellerins dotter (TV-serie)
Pappa Pellerins dotter är en svensk familjeserie i sex avsnitt från 1974 av Stellan Olsson och Maria Gripe. Serien bygger på Gripes bok med samma namn.

## Handling
Elvaåriga Loella Nilsson bor i ett torp i skogen tillsammans med två yngre syskon. Modern arbetar till sjöss halva året men brukar komma hem på vintrarna. Fadern har hon aldrig träffat. För att klara tillvaron har Loella två vänner till sin hjälp: skogsmannen Fredrik Olsson och tant Adina. Pappa Pellerin är inte Loellas pappa utan en fågelskrämma som hon har ställt upp, dels för att skrämma bort främlingar, dels som en plats där de tre vännerna kan lämna saker till varandra.
En dag får Loella ett brev från sin mamma där hon meddelar att hon inte kommer hem den här vintern eftersom hon har fått ett välbetalt arbete i Amerika. Hon berättar att hon har ordnat så att vänner till henne skall ta hand om småsyskonen, och att Loella fått en plats på ett upptagningshem för barn. Loella blir mycket besviken och motsätter sig detta till en början, men faller till föga när tant Adina hävdar att "det finns en mening med allt", något som får Loella att intala sig att hon kommer att träffa sin pappa om hon följer med in till staden.
Inledningsvis blir vistelsen på barnhemmet konfliktfylld och Loella har svårt att anpassa sig, men efter hand möter hon människor som blir hennes vänner. Sökandet efter fadern tar upp en stor del av Loellas tid och hon dagdrömmer om hur hon kommer att möta honom.

## Medverkande
Rollen som Loella görs av Bolette de la Cour. Bland övriga medverkande märks regissörens far Gunnar Olsson som Mårten och keramikern Erik Tani som Fredrik Olsson. Stellan Olsson själv gör en liten roll, liksom hans båda döttrar Lena och Annika. Maria Gripes dotter Camilla Gripe medverkar som en av barnhemmets anställda, och i en bärande roll som Loellas tuffa rumskompis Måna syns jazzsångerskan Britt-Inger Bergström.
I övrigt medverkar Ole Blegel, Peter Blomberg, Birgit Eggers, Karin Ekberg, Lars Elfving, Peter Hüttner, Anita Linde, Kristina Merker, David Schwieler-Hermoza, Lilly Schwieler-Hermoza, Ingrid Tani och Kerstin Wartel.

## Om serien
Seriens regissör var Stellan Olsson, medan manuset skrevs av Maria Gripe och Stellan Olsson. Producent var Stellan Olsson Film AB. Musiken till serien skrevs av Arne Olsson (som även han gör en mindre insats framför kameran) och framfördes av hans grupp Vieux Carré. Serien består av sex avsnitt på omkring 45 minuter och visades i SR TV1 på lördagarna under tiden 28 december 1974 – 1 februari 1975. Den visades i repris hösten 1977 på TV1.

## DVD
Serien gavs ut på DVD 2010.